# Elaeocarpus recurvatus
Elaeocarpus recurvatus är en tvåhjärtbladig växtart som beskrevs av Edred John Henry Corner. Elaeocarpus recurvatus ingår i släktet Elaeocarpus och familjen Elaeocarpaceae. Inga underarter finns listade i Catalogue of Life.